# Mohamad al-Sayed
Mohamad al-Sayed (* 2. November 1981 in Katar) ist ein Schachmeister aus Katar.
Er hat eine Elo-Zahl von 2484 (Stand: Oktober 2019) und liegt damit in der nationalen Elo-Rangliste der aktiven Spieler Katars auf dem zweiten Platz. Seine höchste Elo-Zahl war 2530 im Januar und Februar 2016. Er ist seit 2009 Großmeister und erspielte seine Normen 2003 beim Schachfestival in Biel/Bienne, 2006 und 2007 bei den Gibtelecom Masters-Turnieren in Gibraltar und bei der Schacholympiade 2008 in Dresden. Seine höchste Elo-Zahl hatte er von März bis Mai 2012 mit 2525.
Er spielte für Katar seit 1994 auf zehn Schacholympiaden und absolvierte dabei, seit 1998 an Brett 2 gesetzt, 114 Partien, aus denen insgesamt 57,5 Punkte resultierten.